# 김득명
김득명(1923년 9월 11일 ~ 2009년 3월 4일)은 한국의 독립운동가이다. 일본군에서 탈출하여 한국 광복군에 입대하여 독립운동을 벌였다.

## 생애
황해도 봉산에서 태어났다. 중국 상하이에서 일본 군대를 탈출하여 한국 광복군에 입대하여 제1지대원으로 항일운동을 벌였다. 
1991년 대한민국 정부에서는 건국훈장 애족장(1977년 대통령표창)을 수여하였다. 2009년 3월 4일에 사망했다. 묘는 국립대전현충원에 안장됐다.